# احتيال ضريبي

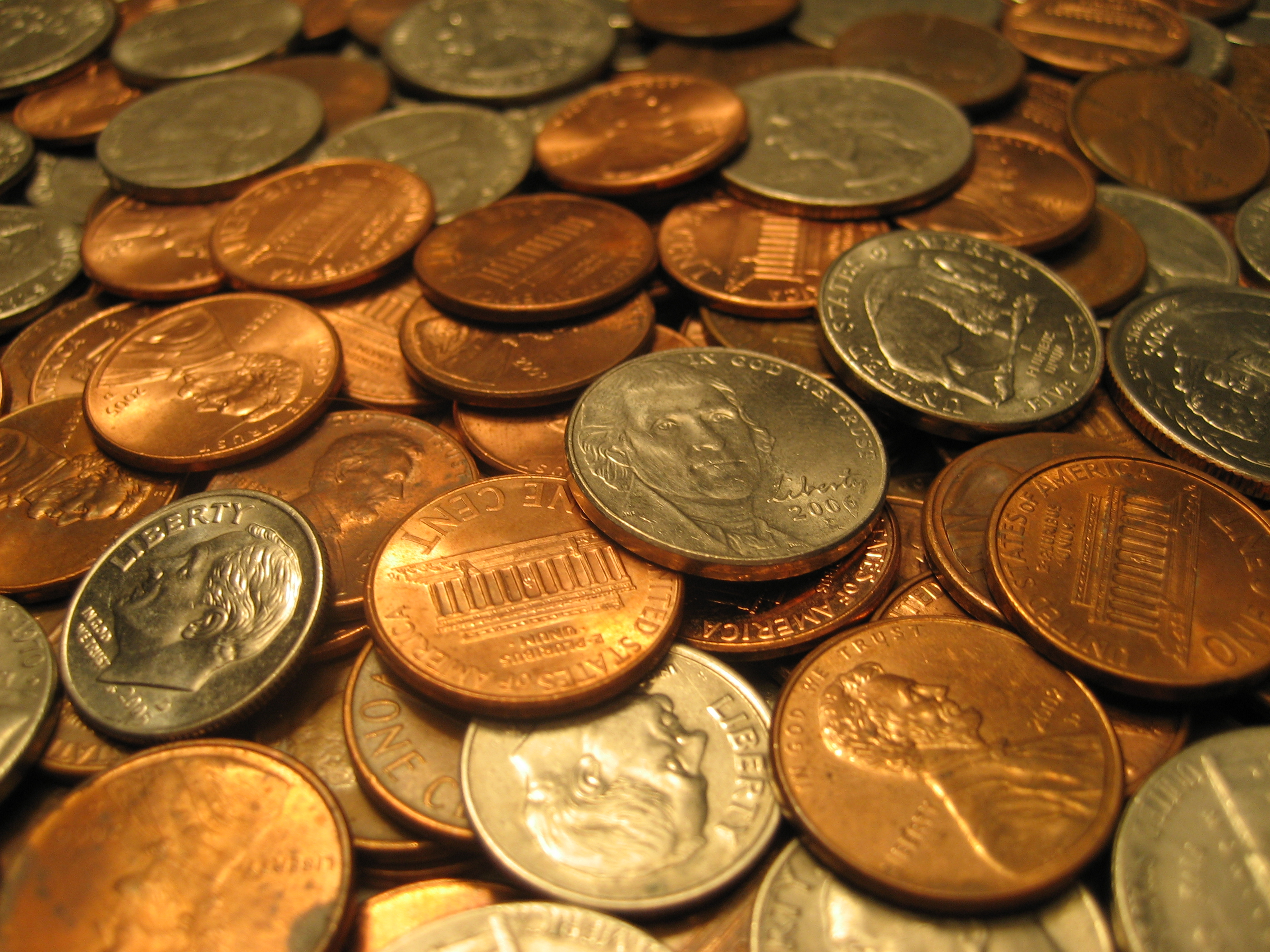

الاحتيال الضريبي هو مصطلح عام يشير إلى الجهود التي يبذلها الأفراد أو المؤسسات للاحتيال بطرق قانونية عن دفع الضرائب. يتضمن التهرب الضريبي عادة تشويه أو إخفاء متعمد للوضع الحقيقي للمكلف الضريبي تجاه السلطات الضريبية للحد من قيمة الضرائب ويشمل على وجه الخصوص تقديم تقارير ضريبية مزيفة، مثل التصريح عن أرباح أقل من القيمة الحقيقية لها.
الاحتيال الضريبي نشاط يرتبط عادة بالاقتصاد غير الرسمي. يتمثل أحد مقاييسه في «الفجوة الضريبية» لمقدار الدخل الغير مصرح به، وهو الفرق بين مقدار الدخل الذي يجب إبلاغ السلطات الضريبية عنه والمَبلغ المُبلَغ عنه فعليًا.
في المقابل، فإن التجنب الضريبي هو الاستخدام القانوني لقوانين الضرائب لتخفيف العبء الضريبي على الفرد. يمكن النظر إلى كل من الاحتيال والتجنب الضريبي على أنهما من أشكال عدم الامتثال الضريبي، إذٍ يصفان مجموعة من الأنشطة التي تهدف إلى تخريب النظام الضريبي للدولة، ومع ذلك، فإن هذا التصنيف للتجنب الضريبي أمر لا جدال فيه، على اعتبار أن التجنب قانوني داخل الأنظمة ذاتية الإنشاء.

## اقتصاد
في عام 1968، صاغ الاقتصادي غاري بيكر الحائز على جائزة نوبل نظرية اقتصاد الجريمة، الذي أنتج على أساسه المؤلفان م. ج. ألينغهام وَأ. ساندمو في عام 1972 نموذجًا اقتصاديًا للتهرب الضريبي. يتعامل هذا النموذج مع التهرب من ضريبة الدخل، وهي المصدر الرئيسي لإيرادات الضريبية في البلدان المتقدمة. وفقًا للمؤلفين، يعتمد مستوى التهرب من ضريبة الدخل على احتمال الاكتشاف ومستوى العقوبة المنصوص عليهما في القانون.
تتسم النماذج النظرية للمؤلفات بالانسجام في جهودها من أجل تحديد المتغيرات المرجح أنها تؤثر على عدم الامتثال. تؤدي المواصفات البديلة إلى نتائج متضاربة في ما يتعلق بكل من مؤشرات المتغيرات التي يُعتقد أنها تؤثر على التهرب الضريبي وحجمها. إن العمل التجريبي مطلوب لحل الغموض النظري. يبدو أن التهرب من ضريبة الدخل يتأثر إيجابيًا بمعدل الضريبة، ومعدل البطالة، ومستوى الدخل، وعدم الرضا عن الحكومة. ويبدو أن قانون إصلاح الضرائب الأمريكي لعام 1986 خفض التهرب الضريبي في الولايات المتحدة.
في دراسة أجريت في عام 2017، استنتج ألستاد سيتير وآخرون استنادًا إلى عمليات تدقيق طبقية عشوائية وبيانات مسرّبة أن حصول التهرب الضريبي يرتفع بشكل حاد مع ارتفاع حجم الثروة، وأن أغنى أغنياء العالم هم أكثر عرضة بنحو 10 مرات من الأشخاص العاديين للانخراط في التهرب الضريبي.

## التهرب من الرسوم الجمركية
تشكل الرسوم الجمركية مصدرًا هامًا للإيرادات في البلدان النامية. يحاول المستوردون التهرب من الرسوم الجمركية عن طريق (أ) تخفيض الفواتير و(ب) الإعلان الخاطئ عن الكمية ومواصفات المنتج. عندما يكون هناك رسوم استيراد نسبية، يمكن تخفيض القاعدة الضريبية من خلال تخفيض الفواتير. إن الإعلان الخاطئ عن الكمية مناسب أكثر للمنتجات ذات الرسوم المحددة. يُغيّر وصف الإنتاج ليطابق رمز النظام المتسق المتناسب مع معدل رسوم أقل.

### التهريب
التهريب هو استيراد منتجات أو تصديرها بطرق غير قانونية. يُلجأ إلى التهريب من أجل التهرب التام من الرسوم الجمركية، وأيضًا لاستيراد البضائع المحظورة قانونيًا وتصديرها. لا يدفع المهربون الرسوم بما أن النقل سري، ولذلك لا يصدر أي تصريح جمركي.

## التهرب من ضريبة القيمة المضافة وضريبة المبيعات
ظهرت ضريبة القيمة المضافة (ڤي إيه تي VAT) خلال النصف الثاني من القرن العشرين، كشكل حديث من أشكال ضريبة الاستهلاك في جميع أنحاء العالم، مع الاستثناء الملحوظ للولايات المتحدة. يمكن للمنتجين الذين يجمعون ضريبة القيمة المضافة من المستهلكين التهرب من الضرائب عن طريق التقليل من حجم المبيعات المبلغ عنه. ليس لدى الولايات المتحدة ضريبة استهلاك موسعة على المستوى الاتحادي، ولا تجمع أي ولاية حاليًا ضريبة القيمة المضافة؛ بل إن الغالبية العظمى من الولايات تجمع بدلًا عن ذلك ضرائب المبيعات. تستخدم كندا ضريبة القيمة المضافة على المستوى الاتحادي (ضريبة السلع والخدمات) وضرائب المبيعات على مستوى المقاطعة؛ بعض المقاطعات لديها ضريبة واحدة تجمع بين النوعين.
بالإضافة إلى ذلك، فإن معظم الولايات القضائية التي تفرض ضريبة القيمة المضافة أو ضريبة المبيعات تطلب بشكل قانوني أيضًا من سكانها الإبلاغ عن الضريبة على البضائع التي يشترونها في ولاية قضائية أخرى ودفعها. هذا يعني أن المستهلكين الذين يشترون شيئًا ما في ولاية قضائية منخفضة الضرائب أو غير خاضعة للضريبة بقصد تجنب ضريبة القيمة المضافة أو ضريبة المبيعات في ولايتهم القضائية الأصلية ينتهكون القانون تقنيًا في معظم الحالات.
هذا الأمر سائد بشكل خاص في الدول الاتحادية مثل الولايات المتحدة وكندا، حيث تفرض السلطات القضائية الوطنية معدلات متفاوتة من ضريبة القيمة المضافة أو ضريبة المبيعات.
في الديمقراطيات الليبرالية، تكمن المشكلة الأساسية في منع التهرب من الضرائب المحلية على المبيعات في أن الديمقراطيات الليبرالية، بحكم طبيعتها، لا تفرض إلا القليل من الضوابط الحدودية (إن وجدت) بين ولاياتها القضائية الداخلية. لذلك، لا يُعتبر فرض تحصيل الضرائب على السلع ذات القيمة المنخفضة التي تُقل في مركبات خاصة من ولاية قضائية إلى أخرى ذات معدل ضريبي مختلف أمرًا فعالًا من حيث التكلفة. مع ذلك، تسعى الحكومات شبه الوطنية عادة إلى تحصيل ضريبة مبيعات على السلع عالية القيمة مثل السيارات.
يعد دينيس كوزلوفسكي شخصية بارزة بشكل خاص بسبب تهربه المزعوم من ضريبة المبيعات. إن ما بدأ كتحقيق في إخفاق كوزلوفسكي في التصريح عن المشتريات الفنية بغرض التهرب من ضرائب مبيعات ولاية نيويورك أدى في النهاية إلى إدانة كوزلوفسكي وسجنه بسبب تهم أكثر جدية تتعلق باختلاس الأموال خلال فترة عمله كرئيس تنفيذي لشركة تايكو الدولية.

### الإمارات العربية المتحدة
في أوائل أكتوبر 2021 ، تم الإفراج عن 11.9 مليون سجل مالي مسرب بالإضافة إلى 2.9 تيرابايت من البيانات باسم أوراق باندورا من قبل الاتحاد الدولي للصحفيين الاستقصائيين (ICIJ) ، مما كشف الحسابات الخارجية السرية لنحو 35 من قادة العالم في الضرائب و ملاذات للتهرب من الضرائب. كان حاكم دبي ورئيس وزراء الإمارات العربية المتحدة الشيخ محمد بن راشد آل مكتوم من بين القادة العديدين الذين تم الكشف عنهم. تم تحديد الشيخ محمد كمساهم في ثلاث شركات تم تسجيلها في الملاذات الضريبية لجزر الباهاما وجزر فيرجن البريطانية من خلال شركة إماراتية ، مملوكة جزئياً من قبل مجموعة استثمارية ، دبي القابضة وأكسيوم المحدودة ، التي كان الحاكم يمتلك أسهمًا رئيسية فيها.
وفقًا للسجلات المسربة ، امتلك حاكم دبي عددًا هائلاً من العقارات الفاخرة في جميع أنحاء أوروبا عبر الكيانات الخارجية المذكورة والمسجلة في الملاذات الضريبية.
بالإضافة إلى ذلك ، تشير أوراق باندورا أيضًا إلى أن المدير العام السابق لصندوق النقد الدولي ووزير المالية الفرنسي ، دومينيك شتراوس كان قد سُمح له بإنشاء شركة استشارية في الإمارات العربية المتحدة في عام 2018 بعد انتهاء الإعفاءات الضريبية لشركته المغربية ، وهي تستخدم لتلقي ما قيمته ملايين الدولارات من رسوم استشارات معفاة من الضرائب.

## استجابة الحكومة
يعتمد مستوى التهرب على عدد من العوامل، بما في ذلك كمية الأموال التي يمتلكها الشخص أو الشركة. تنخفض الجهود المبذولة لتجنب ضريبة الدخل عندما تكون المبالغ المعنية أقل. يعتمد مستوى التهرب أيضًا على كفاءة الإدارة الضريبية. إن الفساد من قبل مسؤولي الضرائب يجعل من الصعب السيطرة على التهرب. تستخدم الإدارات الضريبية وسائل مختلفة للحد من التهرب وزيادة مستوى الإنفاذ: على سبيل المثال، خصخصة فرض الضرائب أو الالتزام الضريبي.
في عام 2011، ذكرت هيئة صاحبة الجلالة للإيرادات والجمارك، وهي هيئة تحصيل الضرائب في المملكة المتحدة، أنها ستستمر في اتخاذ إجراءات صارمة ضد التهرب الضريبي، بهدف جمع 18 مليار جنيه إسترليني من الإيرادات قبل عام 2015. في عام 2010، بدأت هذه الهيئة برنامج العفو العام التطوعي الذي استهدف المهنيين من الطبقة المتوسطة وجمع 500 مليون جنيه إسترليني.

### الفساد من قبل مسؤولي الضرائب
يتعاون مسؤولو الضرائب الفاسدون مع دافعي الضرائب الذين يتعمّدون التهرب من الضرائب. عندما يكتشفون حالة من التهرب فإنهم يمتنعون عن الإبلاغ عنها مقابل الرشاوى. يمثل الفساد من قبل موظفي الضرائب مشكلة خطيرة للإدارة الضريبية في العديد من البلدان الأقل نموًا.

### مستوى التهرب والعقوبة
يعد التهرب الضريبي جريمة في جميع البلدان المتقدمة تقريبًا، ويكون الطرف المذنب عرضة للغرامات و/أو السجن. في سويسرا، تُعامل العديد من الأفعال التي ترقى إلى مستوى التهرب الضريبي الجنائي في بلدان أخرى على أنها مسائل مدنية. لا يعتبر بالضرورة التبليغ الخاطئ بلا أمانة عن الدخل في الإقرار الضريبي جريمةً. يتم التعامل مع هذه المسائل في محاكم الضرائب السويسرية، لا في المحاكم الجنائية.
مع ذلك، في سويسرا، يُعتبر بعض سوء إدارة الضرائب (مثل التزوير المتعمد للسجلات) جُرمًا جنائيًا. وعلاوة على ذلك، قد تؤدي التجاوزات الضريبية المدنية إلى عقوبات. غالبًا ما يُعتبر أن مدى التهرب يعتمد على شدة عقوبة التهرب.

### خصخصة فرض الضرائب
اقترح البروفيسور كريستوفر هود أولًا خصخصة فرض الضرائب للسيطرة على التهرب الضريبي بكفاءة أكبر مما قد تفعله الإدارة الحكومية، وتبنت بعض الحكومات هذا النهج. في بنغلاديش، جرت خصخصة إدارة الجمارك جزئيًا في عام 1991.
أدى سوء المعاملة من قبل جامعي الضرائب في القطاع الخاص في بعض الأحيان (انظر الالتزام الضريبي أدناه) إلى الإطاحة الثورية بالحكومات التي استعانت بمصادر خارجية لإدارة الضرائب.

### الالتزام الضريبي
الالتزام الضريبي هو وسيلة تاريخية لجمع الإيرادات. تتلقى الحكومات فيها مبلغًا مقطوعًا مقدمًا من كيان خاص، يقوم هو بعد ذلك بجمع الإيرادات والاحتفاظ بها ويتحمل مخاطر التهرب من قبل دافعي الضرائب. وقد اقتُرح أن الالتزام الضريبي قد يقلل من التهرب الضريبي في البلدان الأقل نموًا.
قد يكون هذا النظام عرضة للإساءة من قبل «ملتزمي الضرائب» الذين يسعون إلى تحقيق الربح، إذا لم يخضعوا لقيود سياسية. كانت الانتهاكات التي ارتكبها ملتزمو الضرائب (إلى جانب نظام الضرائب الذي أعفى الطبقة الأرستقراطية) من الأسباب الرئيسية للثورة الفرنسية التي أطاحت بلويس السادس عشر.